# Benjamí Santacana i Amorós
Benjamí Santacana i Amorós (Les Cabanyes, 1914 – Vilafranca del Penedès, 2010) fou pastor de l'Església Evangèlica Baptista de Vilafranca del Penedès, des de la seva constitució i fou fundador de la Llar d'Avis de Vilafranca, juntament amb la seva esposa, Josefina Mata i Amorós. El gener del 1941 fou detingut per oficiar un servei d'una religió que no era l'oficial del règim.

## Els inicis
Benjamí Santacana i Amorós va néixer a Les Cabanyes l'any 1914 i l'any 1920 ell i la seva família es van traslladar a viure a Vilafranca. Després de mostrar el seu interès per la religió, la seva vida es va veure vinculada ja per sempre a l'Església Evangèlica Baptista des de la seva constitució l'any 1931.

## El seminari i el ministeri
El 1929 va realitzar uns cursos bíblics de gran ajuda en el pla personal i en el de la preparació de l'Escola Dominical que aleshores estava al seu càrrec. El 30 d'agost del 1931 es va constituir l'Església Evangèlica Baptista a Vilafranca i el 1934 va començar a fer-hi les tasques de pastor, activitat que va estar realitzant fins a l'any 2000. L'any 2003 fou nomenat membre d'honor de l'Associació de Ministres de l'Evangeli de Catalunya

## Guerra Civil i repressió
Durant la Guerra Civil Espanyola va ingressar en el cos de Sanitat de Barcelona i va aconseguir superar la guerra sense disparar cap tret, però convivint i assistint als soldats del front. Fou fet presoner pel bàndol Nacional i enviat al camp de concentració de Miranda de Ebro. No va poder tornar a Vilafranca fins al juliol de 1939. Després de la guerra va continuar el seu ministeri. El gener del 1941 la policia i la Guàrdia Civil el van irrompre en un servei religiós. Com que es tractava d'un culte no autoritzat (per tractar-se d'una religió que no era l'oficial del Règim), Benjamí Santacana fou detingut i empresonat a la presó de Vilafranca durant un mes. A partir d'aquell moment, ell i la resta de fidels es van veure obligats a fer els cultes a les muntanyes. Quan la repressió va minvar, Benjamí Santacana va celebrar el seu enllaç matrimonial amb Josefina Mata. L'any 1950 va ser ordenat pastor i va començar a dedicar-se completament al ministeri que, fins llavors, compartia amb l'ofici d'electricista.

## Tasca evangèlica
La importància que li donava a l'obra social el va portar a fundar l'any 1955 la Llar d'Avis de la Unión Evangélica Bautista Española amb la col·laboració de la seva família, el patrocini de la Unión Femenina Misionera Bautista Española i sota la direcció de la seva dona.
Durant dotze anys, va presidir la Comissió de la Beneficència que després seria l'Obra Social i va organitzar amb la seva família i altres creients les colònies per a infants a Font-rubí. L'any 1995 ell i la seva dona van rebre el reconeixement del Club Rotary de Vilafranca del Penedès i, dos anys més tard, el 1997, van rebre la medalla de la Vila de Vilafranca del Penedès per la seva tasca altruista i desinteressada sobretot en favor de la cura a la gent gran. Un any més tard, el 1998, va rebre la medalla del Consell Evangèlic de Catalunya en reconeixement i gratitud pel seu treball en favor de la difusió del missatge de l'Evangeli a Catalunya. Benjamí Santacana va morir el 4 de gener de 2010 a l'edat de 95 anys.